# Гуго Каніц
Гуго Каніц (нім. Hugo Caanitz; 9 травня 1895, Артерн — 28 лютого 1968, Берлін) — німецький військовий лікар, доктор медицини, контрадмірал медичної служби крігсмаріне.

## Біографія
Учасник Першої світової війни. З початку лютого 1922 року до кінця вересня 1923 року — помічник лікаря кадрового управління військово-морської станції «Остзе» і у військово-морському шпиталі в Кілі-Віку. Потім він перейшов в дивізіон берегової оборони, а також був у відділенні військово-морського шпиталю в Штральзунді. З 1 жовтня 1924 року — лікар 5-го дивізіону берегової оборони і ,одночасно, у військово-морському шпиталі в Піллау. З 17 вересня 1925 року — референт санітарного управління військово-морської станції «Остзе». 2 жовтня 1928 року відряджений в Берлінський університет, одночасно залишався в розпорядженні станційного лікаря військово-морської станції «Остзе». З 30 березня 1931 року — — судновий лікар на крейсері «Кенігсберг». З 28 вересня 1932 по 4 квітня 1937 року —  головний лікар військово-морського шпиталю в Кілі-Віку, одночасно з 10 квітня 1934 по 30 вересня 1937 року — старшим лікарем військово-морського училища в Кілі і училища корабельної артилерії, з 1 жовтня 1936 по 17 жовтня 1937 року — референт санітарного управління Балтійського моря, з 4 квітня по 17 жовтня 1937 року — штабу військово-морської станції «Остзе»
З 18 жовтня 1937 по 14 січня 1940 року — офіцер штабу санітарного управління Балтійського моря. З 14 січня 1940 року — начальник медично-наукового відділу ОКМ і Медичного управління ВМС. З 9 лютого 1944 року і до кінця війни — головний лікар військово-морського шпиталю в Штральзунді. Після війни потрапив в радянський полон. 2 жовтня 1953 року звільнений.
Навесні 1956 року Каніц почав допитувати колишніх співробітників медичної служби на тему шпитальних кораблів, оскільки хотів видати про це книгу. До кінця життя він зміг зібрати велику кількість інформації, яку пізніше використали його колеги, наприклад Гартмут Нельдеке. Пізніше працював офтальмологом в Берліні-Далемі, був членом Німецького офтальмологічного товариства.

## Сім'я
В 1929 році одружився з лікарем Ельфрідою Штіллер (1897).

## Нагороди
- Залізний хрест 2-го класу (29 липня 1916)
- Нагрудний знак «За поранення» в чорному (8 серпня 1918)
- Почесний хрест ветерана війни з мечами
- Медаль «За вислугу років у Вермахті»
  - 4-го, 3-го і 2-го класу (18 років; 2 жовтня 1936) — отримав 3 нагороди одночасно.
  - 1-го класу (25 років; 1 квітня 1939)
- Почесний знак Німецького Червоного Хреста, хрест Заслуг (5 вересня 1938)
- Хрест Воєнних заслуг 2-го і 1-го класу з мечами